# Galeodes toelgi
Galeodes toelgi är en spindeldjursart som beskrevs av Werner 1922. Galeodes toelgi ingår i släktet Galeodes och familjen Galeodidae. Inga underarter finns listade i Catalogue of Life.